# Martin Asphaug
Martin Asphaug (Trondheim, Noruega, 28 d'abril de 1950) és un director de cinema i guionista noruec.
Amb formació en l'escriptura i direcció de curtmetratges, documentals de la indústria i PSA, Asphaug va debutar al llargmetratge el 1989 amb la premiada pel·lícula En håndfull tid.
Des de 1992 Asphaug ha treballat principalment a Suècia, en diversos casos amb SVT, dirigint episodis de Rederiet i la primera temporada de Skärgårdsdoktorn . Des de l'any 2000, Asphaug ha treballat en diversos projectes de l'autor Håkan Nesser, les primeres pel·lícules de la sèrie Van Veeteren (adaptacions de Det grovmaskiga nätet, Återkomsten i Kvinna med födelsemärke) i la pel·lícula ambientada el 1962 Kim Novak badade aldrig i Genesarets sjö de 2005. El 2007 va dirigir les dues primeres pel·lícules de la sèrie Irene Huss de Helene Tursten.
Viu a prop de Ystad a Escània.

## Filmografia
Llargmetratges:
- En håndfull tid (1989')
- Svampe (1990)
- Giftige løgner (1992')
- Andreaskorset (2004)
- Kim Novak badade aldrig i Genesarets sjö (2005')

Sèries de televisió:
- Min vän Percys magiska gymnastikskor (1994')
- Zonen (1996')
- Skärgårdsdoktorn, episodis 1-8 (1997)
- Det Grovmaskiga Nätet (2000)
- Återkomsten (2001')
- Kvinna med Födelsemärke (2001)
- Slangebæreren (2005)

Curtmetratges:
- "Stil" (1986)
- "Hyl" (1987)
- "Brr" (1987)
- Folk flest bor i Kina (2002: segment "SV")